# Ratpenat de ferradura orellut
El ratpenat de ferradura orellut (Rhinolophus macrotis) és una espècie de ratpenat de la família dels rinolòfids. Viu a Bangladesh, la Xina, l'Índia, Indonèsia, Laos, Malàisia, Myanmar, Nepal, el Pakistan, les Filipines, Tailàndia i el Vietnam. El seu hàbitat natural són en coves i el bosc humit tropical de les terres baixes. No hi ha cap amenaça significativa per a la supervivència d'aquesta espècie, tot i que està afectada per la desforestació.